# Dominic Sessa

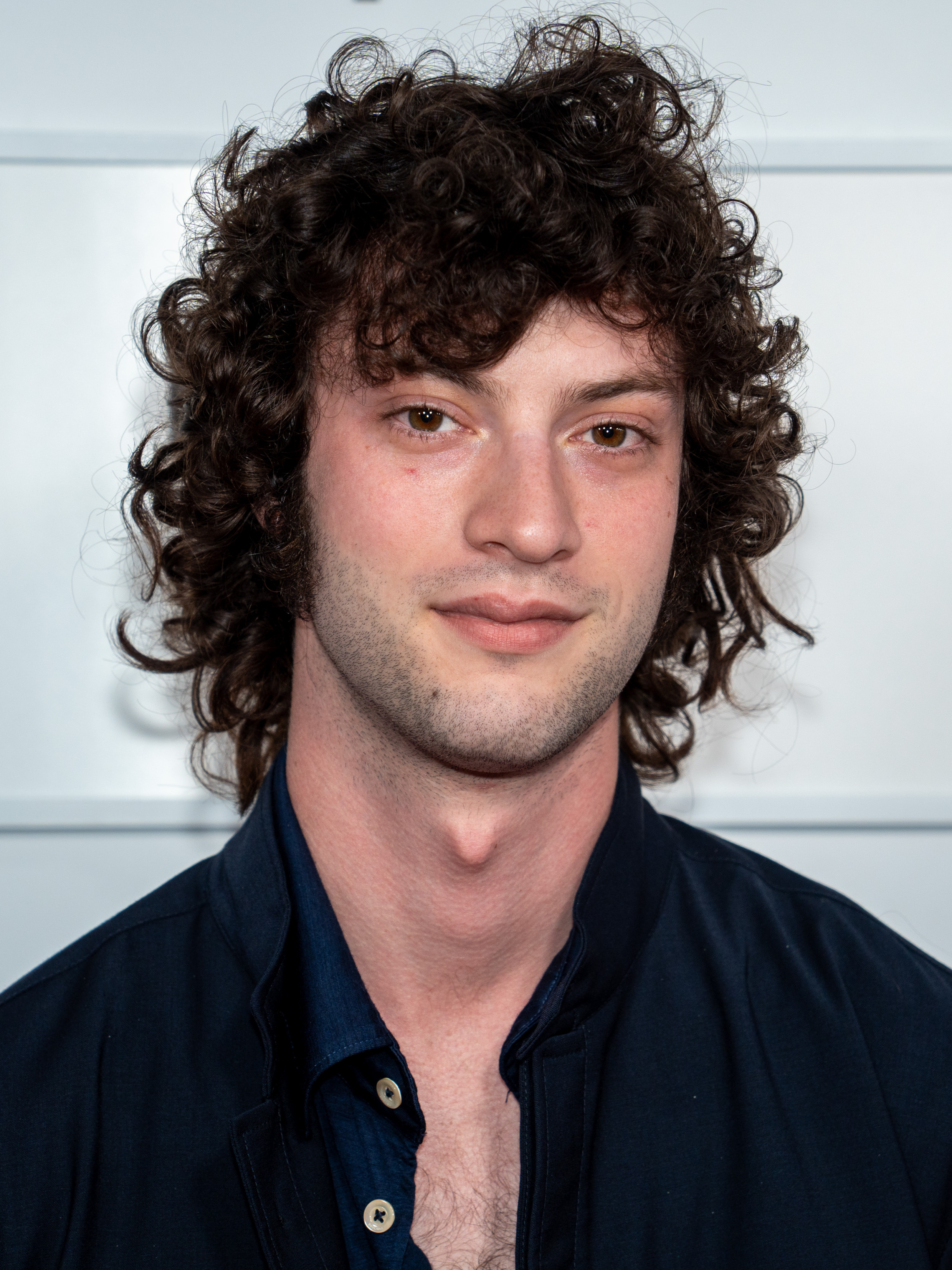
Dominic Sessa durante a estreia de Tow no Festival de Tribeca 2025.

Dominic Sessa (nascido em 25 de outubro de 2002) é um ator americano. Ele fez sua estreia no cinema no filme sobre amadurecimento de Alexander Payne, The Holdovers (2023), retratando o adolescente problemático Angus Tully. Seu desempenho lhe rendeu o Critics' Choice Movie Award de Melhor Jovem Intérprete, além de uma indicação ao BAFTA de Melhor Ator Coadjuvante.

## Juventude e educação
Sessa nasceu em Cherry Hill, Nova Jérsei, e foi criado nas comunidades de Egg Harbor Township e Ocean City, em South Jersey. A mãe de Sessa é professora e seu pai morreu quando ele tinha 14 anos. Sessa frequentou a Alder Avenue Middle School. A partir da décima série ele foi para a Deerfield Academy, uma escola secundária preparatória em Deerfield, Massachusetts, como estudante de ajuda financeira. Participou ativamente do programa de teatro da escola, atuando nas peças Antigone e Rumors e dirigindo um trecho de Huis clos.
A partir de setembro de 2023, Sessa é aluno da Carnegie Mellon School of Drama.

## Carreira
Sessa foi descoberto pela diretora de elenco Susan Shopmaker, que ofereceu aos alunos da Deerfield Academy a chance de fazer um teste para The Holdovers, já que o filme usava a academia como local de filmagem. Sessa foi selecionado entre doze estudantes que fizeram o teste para o papel. Em setembro de 2023, Sessa foi listado como um dos "10 atores a serem observados em 2023" da Variety. A atuação de Sessa no filme lhe rendeu vários elogios, incluindo o Critics' Choice Movie Award de Melhor Jovem Intérprete, o Prêmio Independent Spirit de Melhor Desempenho Inovador, e uma indicação ao Prêmio BAFTA de Melhor Ator Coadjuvante.
Em seguida, ele aparecerá em Tow, dirigido por Stephanie Laing e estrelado por Rose Byrne. Sessa também irá co-estrelar Oh. What. Fun., um filme de Natal dirigido por Michael Showalter. Ele também deve aparecer em Now You See Me 3.

## Filmografia
| Ano  | Título                        | Personagem  | Notas        |
| ---- | ----------------------------- | ----------- | ------------ |
| 2023 | The Holdovers                 | Angus Tully |              |
| 2025 | Tow                           | TBA         | Pós-produção |
| 2025 | Now You See Me: Now You Don't | TBA         | Pós-produção |
| TBA  | Oh. What. Fun.                | TBA         | Pós-produção |

## Prêmios e indicações
| Ano  | Associações                                   | Categoria                                                   | Nomeações     | Resultado    |
| ---- | --------------------------------------------- | ----------------------------------------------------------- | ------------- | ------------ |
| 2023 | Associação de Críticos de Cinema de Chicago   | Artista Mais Promissor                                      | The Holdovers | Indicado     |
| 2023 | Dallas-Fort Worth Film Critics Association    | Melhor Ator Coadjuvante                                     | The Holdovers | 5º Lugar     |
| 2023 | Círculo dos Críticos de Cinema da Flórida     | Melhor Ator Coadjuvante                                     | The Holdovers | Indicado     |
| 2023 | Círculo dos Críticos de Cinema da Flórida     | Revelação                                                   | The Holdovers | Indicado     |
| 2023 | Heartland International Film Festival         | Espírito Pioneirismo: Prêmio Estrela em Ascensão            | The Holdovers | Venceu       |
| 2023 | Indiana Film Journalists Association Awards   | Melhor Atuação Coadjuvante                                  | The Holdovers | Indicado     |
| 2023 | Indiana Film Journalists Association Awards   | Revelação do Ano                                            | The Holdovers | Indicado     |
| 2023 | North Texas Film Critics Association Awards   | Melhor Ator Coadjuvante                                     | The Holdovers | Indicado     |
| 2023 | North Texas Film Critics Association Awards   | Melhor Recém-chegado                                        | The Holdovers | Venceu       |
| 2023 | St. Louis Film Critics Association            | Melhor Ator Coadjuvante                                     | The Holdovers | Indicado     |
| 2023 | Associação de Críticos de Cinema de Toronto   | Melhor Atuação Inovadora                                    | The Holdovers | Vice-campeão |
| 2023 | Washington D.C. Area Film Critics Association | Melhor Atuação Inovadora                                    | The Holdovers | Venceu       |
| 2023 | Washington D.C. Area Film Critics Association | Melhor Ator Coadjuvante                                     | The Holdovers | Indicado     |
| 2024 | Astra Film Award                              | Melhor Ator Coadjuvante                                     | The Holdovers | Indicado     |
| 2024 | Austin Film Critics Association Awards        | Prêmio Robert R. "Bobby" McCurdy Memorial Artista Revelação | The Holdovers | Indicado     |
| 2024 | Prêmios da Academia Britânica de Cinema       | Melhor Ator Coadjuvante                                     | The Holdovers | Indicado     |
| 2024 | Columbus Film Critics Association             | Melhor Atuação Coadjuvante                                  | The Holdovers | Indicado     |
| 2024 | Columbus Film Critics Association             | Artista de Cinema Inovador                                  | The Holdovers | Indicado     |
| 2024 | Critics' Choice Awards                        | Melhor Jovem Intérprete                                     | The Holdovers | Venceu       |
| 2024 | Georgia Film Critics Association              | Prêmio Revelação                                            | The Holdovers | Venceu       |
| 2024 | Houston Film Critics Society Award            | Melhor Ator Coadjuvante                                     | The Holdovers | Indicado     |
| 2024 | London Film Critics' Circle                   | Artista Revelação do Ano                                    | The Holdovers | Indicado     |
| 2024 | Music City Film Critics Association           | Melhor Jovem Ator                                           | The Holdovers | Venceu       |
| 2024 | North Carolina Film Critics Association       | Desempenho Inovador                                         | The Holdovers | Venceu       |
| 2024 | Prêmios Satellite                             | Melhor Ator Coadjuvante                                     | The Holdovers | Indicado     |
| 2024 | Prêmios Independent Spirit                    | Melhor Desempenho Inovador                                  | The Holdovers | Venceu       |